# Pehr af Bjerkén den äldre
Pehr af Bjerkén, född den 22 november 1731 i Stockholm, död där den 29 maj 1774, var en svensk läkare och en av Linnés lärjungar. Han var far till Pehr af Bjerkén den yngre.
Bjerkén blev medicine doktor i Uppsala 1757, och företog 1758 en studieresa till London. Han blev därefter stadsfysikus i Stockholm 1762, och adlades 1773. Bjerkéns främsta arbeten faller inom fält- och marinsjukdomarnas område, och han nedlade ett stort arbete på utrönandet av dessa sjukdomars art och orsaker. Som expeditionsläkare på svenska eskadern till Nordsjön 1756 fick han tillfälle att ingående studera en då grasserande smittsam febersjukdom. Sina erfarenheter redovisade han i sin doktorsavhandling, Morbi expeditionis cliassicae 1756 (1756).
I sitt praktiska arbete som läkare var han känd för "ett säkert öga och mycken rådighet".